# Periconia paludosa
Periconia paludosa är en svampart som beskrevs av E.W. Mason & M.B. Ellis 1953. Periconia paludosa ingår i släktet Periconia, ordningen Pleosporales, klassen Dothideomycetes, divisionen sporsäcksvampar och riket svampar.   Inga underarter finns listade i Catalogue of Life.